# Danh sách cầu thủ tham dự giải vô địch bóng đá U-20 Nam Mỹ 2003
Đây là danh sách các đội hình tham dự Giải vô địch bóng đá trẻ Nam Mỹ 2003 tổ chức ở Uruguay. 10 đội tham gia phải đăng ký đội hình 20 cầu thủ; chỉ có các cầu thủ trong đội hình mới được tham gia giải đấu.

## Argentina
Huấn luyện viên: Hugo Tocalli 
| Số | Vt | Cầu thủ             | Ngày sinh (tuổi)           | Số trận | Câu lạc bộ         |
| -- | -- | ------------------- | -------------------------- | ------- | ------------------ |
| 1  | TM | Gustavo Eberto      | 30 tháng 8, 1983 (19 tuổi) |         | Boca Juniors       |
| 2  | HV | Gonzalo Rodríguez   | 10 tháng 4, 1984 (18 tuổi) |         | San Lorenzo        |
| 3  | HV | Marcos Charras      | 9 tháng 1, 1983 (19 tuổi)  |         | CSKA Sofia         |
| 4  | HV | Mauricio Romero     | 13 tháng 1, 1983 (19 tuổi) |         | Lanús              |
| 5  | TV | Javier Mascherano   | 8 tháng 6, 1984 (18 tuổi)  |         | River Plate        |
| 6  | HV | Javier Pinola       | 24 tháng 2, 1983 (19 tuổi) |         | Atlético Madrid    |
| 7  | TĐ | Maxi López          | 3 tháng 4, 1984 (18 tuổi)  |         | River Plate        |
| 8  | TV | Pablo Zabaleta      | 16 tháng 1, 1985 (17 tuổi) |         | San Lorenzo        |
| 9  | TĐ | Fernando Cavenaghi  | 21 tháng 9, 1983 (19 tuổi) |         | River Plate        |
| 10 | TĐ | Carlos Tevez        | 5 tháng 2, 1984 (18 tuổi)  |         | Boca Juniors       |
| 11 | TV | Marcelo Carrusca    | 1 tháng 9, 1983 (19 tuổi)  |         | Estudiantes        |
| 12 | TM | Lucas Molina        | 30 tháng 3, 1984 (18 tuổi) |         | Independiente      |
| 13 | HV | Walter García       | 14 tháng 3, 1984 (18 tuổi) |         | San Lorenzo        |
| 14 | HV | Joel Barbosa        | 15 tháng 1, 1983 (19 tuổi) |         | Boca Juniors       |
| 15 | TV | Fernando Belluschi  | 10 tháng 9, 1983 (19 tuổi) |         | Newell's Old Boys  |
| 16 | TV | Patricio Pérez      | 27 tháng 6, 1985 (17 tuổi) |         | Vélez Sársfield    |
| 17 | TV | Emanuel Rivas       | 17 tháng 3, 1983 (19 tuổi) |         | Independiente      |
| 18 | TĐ | Leonardo Pisculichi | 18 tháng 1, 1984 (18 tuổi) |         | Argentinos Juniors |
| 19 | TV | Hugo Colace         | 6 tháng 1, 1984 (18 tuổi)  |         | Argentinos Juniors |
| 20 | TV | Jonás Gutiérrez     | 5 tháng 7, 1983 (19 tuổi)  |         | Vélez Sársfield    |

## Brasil
Huấn luyện viên: Marcos Paqueta 
| Số | Vt | Cầu thủ           | Ngày sinh (tuổi)            | Số trận | Câu lạc bộ       |
| -- | -- | ----------------- | --------------------------- | ------- | ---------------- |
| 1  | TM | Jefferson         | 2 tháng 1, 1983 (20 tuổi)   |         | Botafogo         |
| 2  | HV | Dani Alves        | 6 tháng 5, 1983 (19 tuổi)   |         | Sevilla          |
| 3  | HV | Alcides Eduardo   | 13 tháng 3, 1985 (17 tuổi)  |         | Vitória          |
| 4  | HV | André Bahia       | 24 tháng 11, 1983 (19 tuổi) |         | Flamengo         |
| 5  | TV | Dudu Cearense     | 15 tháng 4, 1983 (19 tuổi)  |         | Vitória          |
| 5  | TV | Carlos Alberto    | 24 tháng 1, 1978 (24 tuổi)  |         | Figueirense      |
| 6  | HV | Jean Carlos       | 12 tháng 8, 1983 (19 tuổi)  |         | Atlético-PR      |
| 7  | TĐ | Daniel Carvalho   | 1 tháng 3, 1983 (19 tuổi)   |         | Internacional    |
| 8  | TV | Felipe Melo       | 26 tháng 6, 1983 (19 tuổi)  |         | Flamengo         |
| 9  | TĐ | Élton Giovanni    | 3 tháng 9, 1983 (19 tuổi)   |         | Grêmio           |
| 10 | TV | Carlos Alberto    | 11 tháng 12, 1984 (18 tuổi) |         | Fluminense       |
| 11 | TĐ | Dagoberto         | 22 tháng 3, 1983 (19 tuổi)  |         | Atlético-PR      |
| 12 | TM | Fernando Henrique | 25 tháng 11, 1983 (19 tuổi) |         | Fluminense       |
| 13 | HV | Jancarlos         | 15 tháng 8, 1983 (19 tuổi)  |         | Fluminense       |
| 14 | HV | Gláuber           | 5 tháng 8, 1983 (19 tuổi)   |         | Palmeiras        |
| 15 | HV | Michael Anderson  | 5 tháng 3, 1983 (19 tuổi)   |         | Flamengo         |
| 16 | TV | Wendel            | 25 tháng 5, 1984 (18 tuổi)  |         | Corinthians      |
| 17 | TV | Juninho           | 11 tháng 1, 1983 (19 tuổi)  |         | Atlético Mineiro |
| 18 | TV | Cleiton Xavier    | 23 tháng 3, 1983 (19 tuổi)  |         | Internacional    |
| 19 | TĐ | Jussiê            | 19 tháng 9, 1983 (19 tuổi)  |         | Cruzeiro         |
| 20 | TĐ | William           | 14 tháng 5, 1983 (19 tuổi)  |         | Santos           |

## Chile
Huấn luyện viên: Cesar Vaccia 

| Số | VT | Cầu thủ             | Ngày sinh (tuổi)            | Trận | Bàn | Câu lạc bộ                |
| -- | -- | ------------------- | --------------------------- | ---- | --- | ------------------------- |
| 1  | TM | Miguel Pinto        | 4 tháng 7, 1983 (19 tuổi)   |      |     | Universidad de Chile      |
| 2  | HV | Enzo Vera           | 7 tháng 4, 1983 (19 tuổi)   |      |     | Colo-Colo                 |
| 3  | HV | Juan Toro           | 17 tháng 5, 1984 (18 tuổi)  |      |     | Magallanes                |
| 4  | TV | Gonzalo Fierro      | 21 tháng 3, 1983 (19 tuổi)  |      |     | Colo-Colo                 |
| 5  | HV | Miguel Aceval       | 8 tháng 1, 1983 (19 tuổi)   |      |     | Colo-Colo                 |
| 6  | HV | Fernando Fica       | 21 tháng 4, 1983 (19 tuổi)  |      |     | Colo-Colo                 |
| 7  | TV | Christian Martínez  | 18 tháng 6, 1983 (19 tuổi)  |      |     | Universidad de Chile      |
| 8  | TV | Marco Estrada       | 28 tháng 5, 1983 (19 tuổi)  |      |     | Everton                   |
| 9  | TĐ | Marcos Ávila        | 6 tháng 2, 1983 (19 tuổi)   |      |     | Colo-Colo                 |
| 10 | TV | Cristián Muñoz      | 23 tháng 5, 1983 (19 tuổi)  |      |     | Universidad de Chile      |
| 11 | TĐ | Eduardo Rubio       | 7 tháng 11, 1983 (19 tuổi)  |      |     | Universidad Católica      |
| 12 | TM | Claudio Bravo       | 13 tháng 4, 1983 (19 tuổi)  |      |     | Colo-Colo                 |
| 13 | HV | José Manuel Rojas   | 23 tháng 6, 1983 (19 tuổi)  |      |     | Universidad de Chile      |
| 14 | TV | Luis Pedro Figueroa | 14 tháng 5, 1983 (19 tuổi)  |      |     | Universidad de Concepción |
| 15 | TV | Albert Acevedo      | 6 tháng 5, 1983 (19 tuổi)   |      |     | Universidad Católica      |
| 16 | TĐ | Luis Jiménez        | 17 tháng 6, 1984 (18 tuổi)  |      |     | Ternana                   |
| 17 | TV | Luis Jara           | 12 tháng 1, 1983 (19 tuổi)  |      |     | Universidad Católica      |
| 18 | TV | Jorge Valdivia      | 19 tháng 10, 1983 (19 tuổi) |      |     | Colo-Colo                 |
| 19 | TĐ | Mauricio Pinilla    | 4 tháng 2, 1984 (18 tuổi)   |      |     | Universidad de Chile      |
| 20 | TV | Mark González       | 10 tháng 7, 1984 (18 tuổi)  |      |     | Universidad Católica      |

(Nguồn tên cầu thủ:)

## Ecuador
Huấn luyện viên: Fabián Burbano 

| Số | VT | Cầu thủ            | Ngày sinh (tuổi)            | Trận | Bàn | Câu lạc bộ        |
| -- | -- | ------------------ | --------------------------- | ---- | --- | ----------------- |
| 1  | TM | Julio Eche         | 12 tháng 8, 1983 (19 tuổi)  |      |     | Delfín            |
| 2  | HV | Pedro Esterilla    | 28 tháng 10, 1984 (18 tuổi) |      |     | ESPOLI            |
| 3  | HV | Luis Checa         | 21 tháng 12, 1983 (19 tuổi) |      |     | El Nacional       |
| 4  | HV | Jayro Campos       | 18 tháng 7, 1984 (18 tuổi)  |      |     | Gent              |
| 5  | TV | Leonardo Soledispa | 15 tháng 1, 1983 (19 tuổi)  |      |     | Barcelona         |
| 6  | HV | Juan Guerrón       | 21 tháng 10, 1983 (19 tuổi) |      |     | ESPOLI            |
| 7  | TĐ | Roberto Miña       | 7 tháng 11, 1984 (18 tuổi)  |      |     | Huracán           |
| 8  | TV | Oswaldo Minda      | 26 tháng 7, 1983 (19 tuổi)  |      |     | Aucas             |
| 9  | TĐ | Félix Borja        | 2 tháng 4, 1983 (19 tuổi)   |      |     | El Nacional       |
| 10 | TV | Luis Saritama      | 20 tháng 10, 1983 (19 tuổi) |      |     | Deportivo Quito   |
| 11 | TĐ | Joffre Guerrón     | 28 tháng 4, 1985 (17 tuổi)  |      |     | Aucas             |
| 12 | TM | Carlos Camacho     | 14 tháng 9, 1983 (19 tuổi)  |      |     | Deportivo Quevedo |
| 13 | HV | Luis Velasco       | 6 tháng 1, 1983 (19 tuổi)   |      |     | LDU Quito         |
| 14 | TV | Luis Bolaños       | 27 tháng 3, 1985 (17 tuổi)  |      |     | LDU Quito         |
| 15 | TV | Tyron Macías       | 9 tháng 7, 1984 (18 tuổi)   |      |     | LDU Quito         |
| 16 | HV | Ángel Anaguano     | 14 tháng 2, 1983 (19 tuổi)  |      |     | Deportivo Quito   |
| 17 | TV | Javier Caicedo     | 29 tháng 8, 1984 (18 tuổi)  |      |     | El Nacional       |
| 18 | TV | José Aguirre       | 5 tháng 1, 1983 (19 tuổi)   |      |     | Emelec            |
| 19 | TĐ | César Barre        | 13 tháng 3, 1983 (19 tuổi)  |      |     | Delfín            |
| 20 | HV | Iván Suárez        | 15 tháng 5, 1983 (19 tuổi)  |      |     | Panamá            |

(Nguồn tên cầu thủ:)

## Paraguay
Huấn luyện viên: Aníbal Ruiz 
| Số | Vt | Cầu thủ                | Ngày sinh (tuổi)            | Số trận | Câu lạc bộ          |
| -- | -- | ---------------------- | --------------------------- | ------- | ------------------- |
| 1  | TM | Antony Silva           | 27 tháng 2, 1984 (18 tuổi)  |         | Club Libertad       |
| 2  | HV | Óscar Díaz             | 29 tháng 1, 1984 (18 tuổi)  |         | 12 de Octubre       |
| 2  | HV | Gilberto Velázquez     | 11 tháng 3, 1983 (19 tuổi)  |         | Club Guaraní        |
| 3  | HV | Víctor Hugo Mareco     | 26 tháng 2, 1984 (18 tuổi)  |         | Brescia             |
| 4  | HV | Enrique Meza           | 28 tháng 11, 1985 (17 tuổi) |         | Sol de América      |
| 5  | HV | Ángel Martínez         | 9 tháng 10, 1983 (19 tuổi)  |         | Olimpia Asunción    |
| 6  | HV | Juan Miguel Díaz       | 14 tháng 8, 1983 (19 tuổi)  |         | Cerro Porteño       |
| 7  | TĐ | Erwin Avalos           | 27 tháng 4, 1983 (19 tuổi)  |         | Cerro Porteño       |
| 8  | TV | Édgar Barreto          | 15 tháng 7, 1984 (18 tuổi)  |         | Cerro Porteño       |
| 9  | TV | Blas López             | 14 tháng 3, 1984 (18 tuổi)  |         | Club Libertad       |
| 10 | TV | Julio dos Santos       | 7 tháng 5, 1983 (19 tuổi)   |         | Cerro Porteño       |
| 11 | HV | Ernesto Cristaldo      | 16 tháng 3, 1984 (18 tuổi)  |         | Cerro Porteño       |
| 12 | TM | Marco Almeda           | 23 tháng 3, 1984 (18 tuổi)  |         | Cerro Porteño       |
| 13 | TV | Jorge Cáceres          | 16 tháng 6, 1983 (19 tuổi)  |         | Colombia            |
| 14 | TV | Cristian Andersen      | 3 tháng 6, 1984 (18 tuổi)   |         | Sportivo Luqueño    |
| 15 | TĐ | Dante López            | 16 tháng 8, 1983 (19 tuổi)  |         | Sol de América      |
| 16 | TV | Andrés Pérez Matto     | 7 tháng 2, 1984 (18 tuổi)   |         | Olimpia Asunción    |
| 17 | TĐ | Pedro Javier Velázquez | 13 tháng 5, 1983 (19 tuổi)  |         | Club Libertad       |
| 18 | TĐ | Nelson Romero          | 18 tháng 11, 1984 (18 tuổi) |         | San Lorenzo         |
| 19 | TĐ | Jesús Martínez         | 27 tháng 9, 1983 (19 tuổi)  |         | Sportivo Trinidense |
| 20 | HV | Angel Ramos            | 1 tháng 10, 1983 (19 tuổi)  |         | Club Guaraní        |

## Uruguay
Huấn luyện viên: Jorge Orosmán da Silva 

| Số | VT | Cầu thủ             | Ngày sinh (tuổi)           | Trận | Bàn | Câu lạc bộ           |
| -- | -- | ------------------- | -------------------------- | ---- | --- | -------------------- |
| 1  | TM | Martín Silva        | 25 tháng 3, 1983 (19 tuổi) |      |     | Defensor Sporting    |
| 2  | HV | Nelson Semperena    | 19 tháng 2, 1984 (18 tuổi) |      |     | Defensor Sporting    |
| 3  | HV | Guillermo Rodríguez | 21 tháng 3, 1984 (18 tuổi) |      |     | Danubio              |
| 4  | HV | Marcelo López       | 5 tháng 1, 1983 (19 tuổi)  |      |     | River Plate          |
| 5  | TV | Agustín Viana       | 23 tháng 8, 1983 (19 tuổi) |      |     | Nacional             |
| 6  | HV | Carlos Valdez       | 2 tháng 5, 1983 (19 tuổi)  |      |     | Nacional             |
| 7  | TV | Jorge Martínez      | 5 tháng 4, 1983 (19 tuổi)  |      |     | Montevideo Wanderers |
| 8  | TV | Carlos Diogo        | 18 tháng 7, 1983 (19 tuổi) |      |     | River Plate          |
| 9  | TĐ | William Ferreira    | 25 tháng 2, 1983 (19 tuổi) |      |     | Nacional             |
| 10 | TV | Rubén Olivera       | 4 tháng 5, 1983 (19 tuổi)  |      |     | Juventus             |
| 11 | TV | Cristian Rodríguez  | 30 tháng 9, 1985 (17 tuổi) |      |     | Peñarol              |
| 12 | TM | Sebastián Viera     | 7 tháng 3, 1983 (19 tuổi)  |      |     | Nacional             |
| 13 | TV | Diego Montenegro    | 30 tháng 6, 1983 (19 tuổi) |      |     | Racing Club          |
| 14 | HV | Álvaro Alonso       | 25 tháng 3, 1984 (18 tuổi) |      |     | Peñarol              |
| 15 | HV | Ignacio Ithurralde  | 30 tháng 5, 1983 (19 tuổi) |      |     | Defensor Sporting    |
| 16 | TĐ | Marcelo Guerrero    | 20 tháng 1, 1983 (19 tuổi) |      |     | Villa Española       |
| 17 | TV | Carlos Grossmüller  | 4 tháng 5, 1983 (19 tuổi)  |      |     | Danubio              |
| 18 | TĐ | Richard Porta       | 1 tháng 8, 1983 (19 tuổi)  |      |     | River Plate          |
| 19 | TĐ | Andrés Rodríguez    | 21 tháng 1, 1983 (19 tuổi) |      |     | Defensor Sporting    |
| 20 | TV | Eduardo Fernández   | 15 tháng 4, 1983 (19 tuổi) |      |     | Bella Vista          |

(Nguồn tên cầu thủ:)